# العائلة في الاتحاد السوفيتي
كانت النظرة إلى العائلة في الاتحاد السوفيتي مبنية على كون العائلة أو الأسرة من الوحدات الاجتماعية الأساسية في بناء المجتمع. عملت الحكومات السوفيتية على إضعاف الأسرة أولا ثم دعمها وتقويتها في المجتمع السوفيتي. وتبعا لقانون 1968 " مبادئ التشريع في الزواج والأسرة في الاتحاد السوفيتي وجمهوريات الاتحاد " يجب على الوالدين تنشئة أطفالهم على روح القوانين الأخلاقية لبناة الشيوعية، وأن يعملوا على تطورهم الجسدي واتباعهم للتعليمات ليكونوا مفيدين في المجتمع السوفيتي الذي يعيشون فيه."

## تطوير العائلة السوفيتية

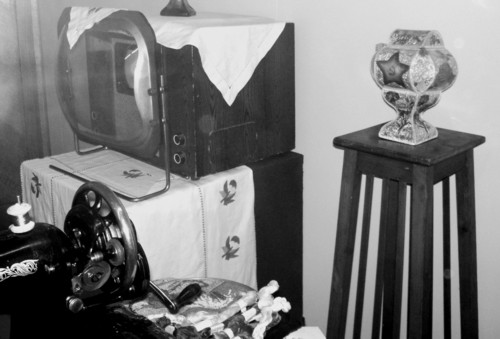
بيت معيشة سوفيتي تقليدي

عملت الحكومات السوفيتية المتعاقبة على إعادة تشكيل الأسرة كوحدة في المجتمع, حيث رأت أن التحرير الاقتصادي للعمال سوف يحرم العائلة أو الأسرة من أداء وظيفة محددة في المجتمع. تم تبديل الزواج على أسس دينية بالزواج الأهلي, وأصبحت إجراءات الطلاق سهلة الصدور والتنفيذ, والأمهات غير المتزوجات يحصلن على حماية خاصة, وكل الأولاد الشرعيين وغير الشرعيين حصلوا على حقوق وواجبات متساوية, ومنحت المرأة عدالة جنسية في قانون الزوجية, تم منع تداول الممتلكات وراثيا, وتم إجازة وقنونة الإجهاض.